# Себаштіанізм

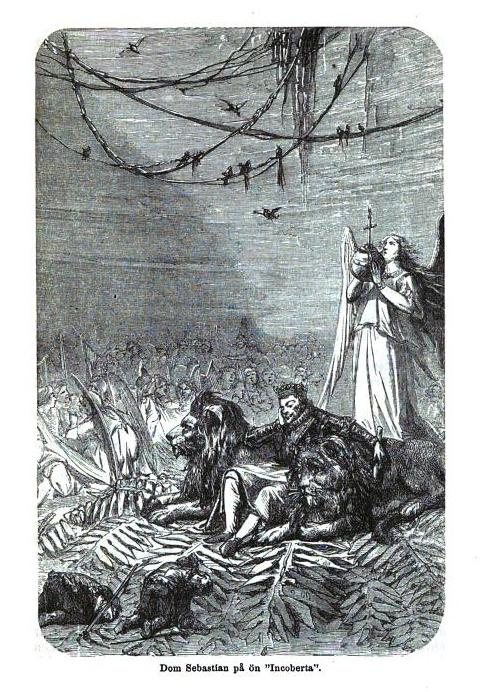
Себаштіан на захованому острові з двома левами

Себаштіані́зм (порт. sebastianismo, МФА: [sɨ.bɐʃ.ti.ɐ.ˈniʒ.mu]) — у XVII—XX століттях португальський народний культ вшанування короля Себаштіана. Базувався на месіанському міфі про те, що король вижив після поразки в Марокко 1578 року й колись повернеться врятувати Португалію з кризи; до того часу він перебуває на чарівному острові чи у невідомому монастирі. Симбіоз християнського месіанства з португальським монархізмом і націоналізмом. Різновид світового міфу про ідеального героя, що спочиває, але прийде спасати свій народ. Набув особливої популярності внаслідок втрати Португалією незалежності та встановлення іспанського панування у 1580–1640 роках. Сприяв росту анти-кастильських настроїв і появі самозванців «Себаштіанів» у 1584, 1585, 1595 і 1598 роках. У XVII столітті поєднався із вченням про появу глобальної Португальської держави, так званої П'ятої імперії. Був настільки популярним серед португальців, що навіть після відновлення незалежності в 1640 році новий король Жуан IV присягав зректися трону на користь справжнього 86-річного Себаштіана, якщо той з’явиться і заявить права на корону. Попри це, сприймався монархією та церквою як суспільно-небезпечний рух, переслідувався іспанською та португальською інквізиціями як марновірство. Особливого поширення набув після Лісабонського землетрусу 1755 року. Занепав у середині ХІХ ст. Зберігався певний час у Бразилії після проголошення Республіки, де частина простолюду сподівалася на відновлення монархії й возз'єднання з Португалією. Висвітлений у творі письменника Фернанду Пессоа «Месія» (порт. Mensagem). Також — себастіанізм, себастьянізм тощо.